# Мэтлэк, Тимоти
Тимоти Мэтлэк (англ. Timothy Matlack; предп. 28 марта 1736, Хаддонфилд, Нью-Джерси — 14 апреля 1829, Филадельфия, Пенсильвания) — американский торговец, инспектор, архитектор и политик из Ланкастера и Филадельфии, штат Пенсильвания. Один из авторов Конституции Пенсильвании 1776 года. Делегат от штата Пенсильвания на Втором Континентальном конгрессе в 1780 году, он был одной из наиболее провокационных и влиятельных политических фигур штата Пенсильвания в годы Американской революции.

## Биография
Тимоти Мэтлэк родился в Хаддонфилде, в провинции Нью-Джерси. В 1745 году его семья переехала в Филадельфию, где Тимоти продолжал своё образование в квакерской Школе Друзей. В 1758 году он женился на Эллен Ярнолл, дочери проповедника-квакера. Пара имела пять детей (Уильям, Мордекэй, Сибил, Кэтрин, Марта). В 1765 году Мэтлэк был отчислен из Филадельфийского Религиозного Общества Друзей, или квакеров, за сомнительный образ жизни и связи с людьми низшего класса. Один из самых ранних противников рабства, Мэтлэк чувствовал, что квакеры не желали его отмены.
В начале Войны за независимость США Мэтлэк служил клерком у Чарльза Томсона, секретаря Континентального Конгресса. В этой роли он переписал каллиграфическим почерком Декларацию независимости США. Эта работа вдохновила множество создателей компьютерных шрифтов на создание копий почерка Мэтлэка.
Мэтлэку было присвоено звания полковника в местного отряда ополчения, известной как Ассоциаторы Филадельфии (Philadelphia Associators), в которой он командовал пехотным батальоном. Его батальон участвовал в боях на территории Нью-Джерси, в том числе в сражениях при Трентоне и при Принстоне.
Мэтлэк активно участвовал в революционной политике Филадельфии, как служащий в комитете надзора. В июне 1776 года он посетил конференцию, на которой было решено сформировать конституцию нового государства. Как делегат от Филадельфии, в составе радикальной либеральной фракции он участвовал в составлении Конституции штата Пенсильвания и его Декларации прав в 1776 году. Он был горячим защитником Конституции против её умеренных республиканских критиков, таких как Джеймс Уилсон.
Будучи секретарем Высшего Исполнительного совета, Мэтлэк играл важную роль в суде над генералом Бенедиктом Арнольдом в Морристауне (в мае 1779 года), являясь одним из главных свидетелей обвинения на суде. Третье обвинение, выдвинутое против Арнольда, утверждало, что он поручал «чёрную работу сыновьям свободных граждан государства»: сыну Тимоти, Уильяму, якобы было поручено привести парикмахера для генерала, в то время как он являлся его адъютантом.
В 1781 году Мэтлэк помог создать, наряду с Сэмюэлем Ветэриллом, Общество Свободных Квакеров. Он пожертвовал существенную денежную сумму, чтобы построить Свободный молитвенный дом квакеров в центре Филадельфии.
Мэтлэк занимал множество правительственных постов в штате Пенсильвания после революции. Он умер в Холмсберге, штат Пенсильвания, и похоронен в Одубоне, штат Пенсильвания.